# Doridoidei
Doridoidei  è un infraordine di molluschi nudibranchi del sottordine Doridina.

## Descrizione
Mantello generalmente largo. Ciuffo branchiale ben delineato, in posizione marcatamente posteriore sul dorso, più raramente posteriore. Radula, se presente, larga. Apparato digerente di grosse dimensioni.

## Tassonomia
L'infraordine comprende le seguenti superfamiglie e famiglie:
- Superfamiglia Chromodoridoidea Bergh, 1891
  - Actinocyclidae O'Donoghue, 1929
  - Cadlinellidae Odhner, 1934
  - Cadlinidae Bergh, 1891
  - Chromodorididae Bergh, 1891
  - Hexabranchidae Bergh, 1891
  - Showajidaiidae Korshunova et al., 2020
- Superfamiglia Doridoidea Rafinesque, 1815
  - Discodorididae Bergh, 1891
  - Dorididae Rafinesque, 1815
- Superfamiglia Onchidoridoidea Gray, 1827
  - Aegiridae P. Fischer, 1883
  - Akiodorididae Millen & Martynov, 2005
  - Calycidorididae Roginskaya, 1972
  - Corambidae Bergh, 1871
  - Goniodorididae H. Adams & A. Adams, 1854
  - Onchidorididae Gray, 1827
- Superfamiglia Phyllidioidea Rafinesque, 1814
  - Dendrodorididae O'Donoghue, 1924 (1864)
  - Mandeliidae Valdés & Gosliner, 1999
  - Phyllidiidae Rafinesque, 1814
- Superfamiglia Polyceroidea Alder & Hancock, 1845
  - Polyceridae Alder & Hancock, 1845